# 济南清真南大寺
济南清真南大寺，俗称礼拜寺，位于济南市市中区永长街（原济南旧城西关礼拜寺巷）南口，因别于位于同一条街的清真北大寺而名，是一组融合了中西建筑文化的大型伊斯兰教建筑群，为中国伊斯兰教早期著名的清真寺之一，也是济南市历史最为悠久的清真寺。

## 历史
该寺原位于历山顶乌满喇巷，但始建年代已不可考。元代元贞元年（公元1295年）迁至泺源门西、锦缰沟东的今址，原寺则被改建为运盐司部。
明正统元年（公元1436年）修建院墙和礼殿，弘治七年（公元1492年）扩建大殿、立南北讲堂、僻静所、沐浴室等，寺门朝向也由南改为东，后明嘉靖、万历，清嘉庆、道光、同治及民国初年多次整修扩建为现状。文化大革命中该寺曾遭到严重破坏，一些经书、碑刻、匾额、楹联、文物被毁，宗教活动被废止，阿訇遭批斗，礼拜殿被改作工厂车间，并存在乱拆乱建，直到落实宗教政策后由多方斥资整修。

## 建筑
该寺平面呈长方形，由望月楼分为前后二进院落，沿寺中轴线自东向西依次为照壁、正门与唤礼楼（也称邦克楼）、望月楼、礼拜殿，另配建有接待室、沐浴室、讲经堂、教长室等。寺正门为拱券顶，门额上书有汉字“清真寺”，门前为雕花青砖照壁，两旁设有硬山顶偏门。唤礼楼筑于正门门顶上层，面阔3间，单檐黑瓦庑殿顶，门额上书有阿拉伯文“平安门”，前院迎面为立在十三层台阶之上的望月楼，为木棂玻璃窗式门楼，面阔3间，单檐黑瓦庑殿顶，上书篆体汉字“望月思真”，平脊正中竖有象征伊斯兰教的新月。过望月楼为二院，迎面为礼拜殿，位于高大的台基上，由建于清代的卷棚式抱厦和建于明代的前殿、后殿三部分组成。抱厦内悬明、清、民国时期的8块匾牌，并立有明弘治《修济南府礼拜寺记》、嘉靖《来复铭》两块石碑。前殿歇山顶，后殿庑殿顶，共面阔5间，进深8间，可同时容纳千人做礼拜。后殿南北各有六扇硬木门扇，两个巨型圆窗，扇窗棂均雕有《古兰经》经文，雕工精致，为罕见的中国伊斯兰古典艺术珍品。